# Cles
Cles is een gemeente in de Italiaanse provincie Trente (regio Trentino-Zuid-Tirol) en telt 6683 inwoners (31-12-2004). De oppervlakte bedraagt 39,2 km², de bevolkingsdichtheid is 170 inwoners per km².
De volgende frazioni maken deel uit van de gemeente: Caltron, Dres, Maiano, Mechel, Pez, Spinazzeda.

## Demografie
Cles telt ongeveer 2700 huishoudens. Het aantal inwoners steeg in de periode 1991-2001 met 3,2% volgens cijfers uit de tienjaarlijkse volkstellingen van ISTAT.
| Jaar | Inwoneraantal |
| ---- | ------------- |
| 1991 | 6239          |
| 2001 | 6439          |

## Geografie
De gemeente ligt op ongeveer 658 m boven zeeniveau.
Cles grenst aan de volgende gemeenten: Cagnò, Revò, Livo, Cis, Malè, Caldes, Sanzeno, Terzolas, Cavizzana, Tassullo, Croviana, Monclassico, Tuenno, Dimaro.

## Geboren
- Maurizio Fondriest (1965), wielrenner
- Davide Bresadola (1988), schansspringer en noordse combinatie-skiër
- Luca De Aliprandini (1990), alpineskiër
- Letizia Borghesi (1998), wielrenster
- Andrea Pinamonti (1999), voetballer
- Letizia Paternoster (1999), wielrenster
- Nadia Battocletti (2000), atlete